# Нёвилль-де-Пуату
Нёвилль-де-Пуату (фр. Neuville de Poitou) — коммуна в департаменте Вьенна Новая Аквитания на западе Франции.

## История
Чума поразила регион между 1628 и 1632 годами. В 1750 году в Нёвилле было всего 403 человека, тогда как у ее соперника, Вандевра, было 613.
Во время Французской революции призыв на военную службу спровоцировал множество инцидентов, и местный замок, le château de Bellefois, был разрушен. В 1790 году Нёвилль стал центром тауншипа.
Начало 19 века разорило многих домовладельцев. Затем земля вернулась к бывшим фермерам. Многие иммигрируют в поисках работы. Именно в этот период в Квебеке появилось название Нёвилль.
В 1958 году коммуна Нёвилль принимает официальное название Нёвилль-де-Пуату.

## Население
| Год  | Население |
| ---- | --------- |
| 1968 | 3,104     |
| 1975 | 3,312     |
| 1982 | 3,623     |
| 1990 | 3,840     |
| 1999 | 4,058     |
| 2007 | 4,799     |
| 2012 | 5,265     |
| 2017 | 5,324     |

## Города-побратимы
- Нёвилль (Канада)
- Десборо (Англия)
- Саратов (Россия)
- Суре (Португалия)

## Достопримечательности
- Дендрарий Нёвилль-де-Пуату